# Luis Fernando Coronel
Luis Fernando Coronel Martínez (Diriamba, Nicaragua, 25 de febrero de 1997), más conocido como Luis Fernando Coronel, es un jugador profesional nicaragüense de fútbol que se desempeña en la posición de delantero en Diriangén Fútbol Club, equipo perteneciente a la Liga Primera de Nicaragua.

## Carrera
Coronel lleva jugando diez temporadas en el equipo Diriangén Fútbol Club, con el cual salió campeón de la Liga Primera de Nicaragua en seis oportunidades. También es parte de la Selección de fútbol de Nicaragua.

## Palmarés

### Títulos nacionales
| Título                    | Club         | País      | Año           |
| ------------------------- | ------------ | --------- | ------------- |
| Liga Primera de Nicaragua | Diriangén FC | Nicaragua | Clausura 2018 |
| Copa Primera              | Diriangén FC | Nicaragua | 2020          |
| Liga Primera de Nicaragua | Diriangén FC | Nicaragua | Clausura 2021 |
| Liga Primera de Nicaragua | Diriangén FC | Nicaragua | Apertura 2021 |
| Liga Primera de Nicaragua | Diriangén FC | Nicaragua | Clausura 2022 |
| Liga Primera de Nicaragua | Diriangén FC | Nicaragua | Apertura 2023 |
| Liga Primera de Nicaragua | Diriangén FC | Nicaragua | Clausura 2024 |
| Copa Primera              | Diriangén FC | Nicaragua | 2024          |
| Liga Primera de Nicaragua | Diriangén FC | Nicaragua | Apertura 2024 |
| Copa Primera              | Diriangén FC | Nicaragua | 2025          |